# Ciril Drekonja
Ciril Drekonja, slovenski pisatelj, pesnik, organizator slovenskih učiteljev na Primorskem in borec proti fašizmu, * 2. julij 1896, Temljine, † 31. januar 1944, Šentvid pri Ljubljani.

## Življenjepis
Rodil se je na Temljinah nad Knežo pri Tolminu v bajtarski družini Pri Mretnikovih. Osnovno šolo je obiskoval na Ilovici (1905–1911), nato je šel na učiteljsko pripravnico v Tolmin (1911–1912), zatem pa na moško učiteljišče v Gorico (1912–1915). Živel je v veliki revščini, oče mu je v Gorici plačeval le sobo in zajtrk. Čeprav si je pomagal z inštrukcijami, so se posledice pomanjkanja kmalu poznale tudi na njegovem zdravju. Zaradi 1. svetovne vojne je moral prekiniti študij in je učiteljsko maturo opravil šele leta 1916 v Ljubljani. Vmes je bil vpoklican v vojsko, kjer je kmalu pokazal, kakšna so njegova domovinska čustva. Že leta 1916 je bil zaprt na Ljubljanskem gradu. Nato so ga začasno oprostili vojaščine in je z vmesno prekinitvijo, ko so ga spet vpoklicali, poučeval na Pečinah (1917–1919). Kasneje je skoraj celo desetletje (1919–1927) učil na Šentviški Gori, Slapu ob Idrijci in na Pečinah (potovalna šola). Leta 1927 so ga italijanske šolske oblasti kot zavednega Slovenca in nacionalno osveščenega učitelja premestile v Piemont v Italiji. Po nekaj mesecih se je vrnil domov in se do konca 1929. leta posvečal narodno obrambnemu delu. Bil je marksistično opredeljen, na Šentviški Gori je vodil Bralno društvo, v protifašističnem delovanju je tesno sodeloval z rojakom Zorkom Jelinčičem. Zaradi tega je moral konec leta 1929 skupaj z družino zbežati v Jugoslavijo. Kasneje je poučeval v raznih krajih: v Prekmurju, v okolici Maribora, kot šolski nadzornik je delal v Kamniku. Za zasluge na prosvetnem področju je bil odlikovan z redom Sv. Save na pobudo lendavskega prosvetnega kroga. Ko so Nemci zasedli Slovenijo, so Cirila Drekonjo že maja 1941 zaprli. Zaprt je bil v Kranju, Begunjah, Celovcu, kjer so ga strahovito mučili. Ko je po šestih mesecih prišel iz zapora, je ilegalno takoj spet sodeloval z OF in KPS, čeprav se je okupator znašal tudi nad njegovo družino. Hotel je zbežati v partizane, a so ga Nemci decembra 1943. leta ponovno aretirali. Najprej je bil zaprt na Jesenicah, nato v Begunjah in v Mauthausnu, od koder so ga skupaj s 25 drugimi talci pripeljali v Slovenijo in ga januarja 1944 leta ustrelili v Šentvidu pri Ljubljani.
Metod Dragonja, slovenski politik in gospodarstvenik, je vnuk Cirila Drekonje.

## Upornik proti vsemu, kar je ogrožalo slovenskega človeka
Cirila Drekonjo tako lahko uvrščamo med dediče in potomce tolminskih puntarjev. Bil je velik borec za narodne in socialne pravice in upornik proti vsemu, kar je ogrožalo slovenskega človeka. Cirila Drekonja pa se spominjamo tudi kot pesnika in pisatelja, čeprav mu je ob poučevanju in aktivističnem delu za literarno ustvarjanje ostalo malo časa. Literarno je začel ustvarjati že v goriškem učiteljišču, kasneje je objavljal v Koledarju Goriške Matice. Poleg leposlovja je pisal tudi neleposlovne članke, zlasti veliko s pedagoškega področja. 1930. leta je pri Goriški Matici v knjižni obliki izšlo njegovo delo Pod domačim krovom. V njem je cela vrsta pedagoških naukov, a tudi veliko zapisov o ljubezni do rodne grude, kot na primer ta: »Prečudna moč je v zemlji; človeka, ki jo obdeluje, priklene nase, da jo vzljubi. Iz truda in znoja, ki ga dajemo grudi, raste ljubezen do nje. V zemlji je ljubezen in lepota ... Ljubezen do domačije se ukorenini posebno globoko v otroku. Nobeno domovanje ne nudi toliko domačnosti kakor rodna hiša in nikjer nam ni počitek slajši ko pod rodnim krovom.« Ciril Drekonja je pisal pesmi s socialno, vojno, domovinsko in ljubezensko tematiko. Posamezne pesmi je objavljal v revijah, večina pa jih je ostala v rokopisu. Nekatere od teh pesmi je avtor očitno pripravljal za knjižno izdajo, saj jih je oštevilčil, razporedil in jim dal naslov (Tolminske pesmi, Begunske pesmi). Navezanost na Baško grapo in težko življenje njenih ljudi izražajo tudi Drekonjeve pesmi.

## Drekonja inproza
Bolj kot poeziji se je Ciril Drekonja posvečal prozi. Tudi tu kaže veliko navezanost na Tolminsko in predvsem Baško grapo. Tako je objavil povesti Dolg in Beg iz življenja, prozno delo Čuvaj sveta. Precej del je izšlo po pisateljevi smrti, za kar ima precejšnje zasluge France Bevk, s katerim sta bila prijatelja. Kar nekaj Drekonjevih del pa je ostalo v rokopisu. Ciril Drekonja je bil tudi zbiralec narodnega blaga in urednik. K temu delu ga je pritegnil rojak in učitelj Josip Kenda. Po Kendovi smrti je s sodelovanjem Ivana Šavlja v Trstu izdal zbirko Tolminske narodne pravljice. Omenjeni knjigi je napisal uvod in prispeval tudi nekaj pravljic, ki jih je sam zbral na Tolminskem.